# Parafia św. Sofii Mądrości Bożej w Warszawie
Parafia św. Sofii Mądrości Bożej – parafia prawosławna w Warszawie, w dekanacie Warszawa diecezji warszawsko-bielskiej.
Na terenie parafii funkcjonuje 1 cerkiew:
- cerkiew św. Sofii Mądrości Bożej w Warszawie – parafialna

## Opis
Parafia została erygowana 31 grudnia 2015 r., jednak pierwszą Świętą Liturgię w kaplicy odprawiono już 4 dni wcześniej.
Proboszczem jest ks. Adam Siemieniuk. Do duchowieństwa parafii należą też wikariusze ks. prot. mgr Paweł Korobeinikov i ks. prot. dr Adam Magruk, rezydent ks. prot. mgr Piotr Nestoruk i protodiakon mgr Mariusz Łopatiuk.
Dekret dotyczący granic parafii wymienia następujące obszary Warszawy: Ursynów (Grabów, Imielin, Janówek, Kabaty, Krasnowola, Natolin, Moczydło), Ksawerów, Sadyba, Służewiec, Stegny, Wilanów oraz miejscowości: Mszczonów, Grójec, Warka, Góra Kalwaria, Józefosław, Konstancin-Jeziorna, Zalesie Górne, Baniocha, Lesznowola, Nowa Iwiczna i Stara Iwiczna, Łazy, Nadarzyn, Tarczyn, Żabia Wola, Radziejowice.
Główne święta parafialne:
- Narodzenie Bogurodzicy – 21 września (według starego stylu 8 września);
- Prepołowienije (Połowa Pięćdziesiątnicy) – 4. środa po Passze;
- uroczystość św. Pantelejmona – 9 sierpnia (według starego stylu 27 lipca)[3].

## Budowa cerkwi
Przygotowania do wzniesienia cerkwi św. Sofii Mądrości Bożej rozpoczęto latem 2015 r. Kamień węgielny pod budowę świątyni poświęcił 5 grudnia 2015 r. patriarcha Konstantynopola Bartłomiej. Pierwsza Święta Liturgia w budowanej cerkwi była celebrowana 19 maja 2018 r.; tego samego dnia poświęcono i umieszczono krzyż na głównej kopule świątyni.
Na terenie parafii istnieje tymczasowa drewniana kaplica, zlokalizowana w bezpośrednim sąsiedztwie cerkwi, gdzie do 2020 roku parafia sprawowała nabożeństwa. 20 września 2020 r. miało miejsce małe poświęcenie cerkwi; od tego dnia wszystkie nabożeństwa sprawowane są w cerkwi. W starej kaplicy regularnie odprawiane są natomiast nabożeństwa Etiopskiego Kościoła Ortodoksyjnego.